# Miami Open 2023
Miami Open 2023 — тенісний турнір, що проходив на кортах з твердим покриттям у місті Маямі-Гарденс, США з 20 березня
27 березня. Належав до категорій ATP Masters 1000 та WTA 1000.

## Фінальна частина

### Чоловіки, одиночний розряд
Данило Медведєв —  Яннік Сіннер 7–5, 6–3

### Жінки, одиночний розряд
Петра Квітова —  Олена Рибакіна 7–6(16–14), 6–2

### Чоловіки, парний розряд
Сантьяго Гонсалес /  Едуар Роже-Васслен —  Остін Крайчек /  Ніколя Маю 7–6(7–4), 7–5

### Жінки, парний розряд
Коко Гофф /  Джессіка Пегула —  Лейла Фернандес /  Тейлор Таунсенд 7–6(8–6), 6–2